# Aparecida de Goiânia
Aparecida de Goiânia is een stad en gemeente in de Braziliaanse staat Goiás. Het is de op een na grootste stad van de staat en telt meer dan een half miljoen inwoners.

## Geografie
Aparecida de Goiânia ligt tegen Goiânia, de hoofdstad van Goiás. Aparecida de Goiânia ligt op ongeveer 21 km van het centrum van Goiânia en biedt goedkopere huizing. Daarom is Aparecida de Goiânia enorm gegroeid sinds 1980 toen er nog maar 40.000 mensen woonden.

## Aangrenzende gemeenten
De gemeente grenst aan Abadia de Goiás, Aragoiânia, Bela Vista de Goiás, Goiânia, Hidrolândia en Senador Canedo.

## Industrie
Het werk in de stad zelf bestaat vooral uit het verwerken van landbouwproducten hoewel andere industriële producten ook steeds vaker in Aparecida de Goiânia worden verwerkt.

## Evenementen
Het festival rond hun patroonheilige Nossa Senhora Aparecida is de grootste toeristische attractie van de stad.